# 伊比亚皮纳
伊比亚皮纳（葡萄牙語：Ibiapina）是巴西塞阿拉州的一个市镇。总面积414.902平方公里，总人口23043人，人口密度55.5人/平方公里。